# Ambrak jezik
Ambrak jezik (ISO 639-3: aag), jezik naroda Ambrak s Papue Nove Gvineje, koji se govori u provinciji Sandaun, u selu Suwau, distrikt Nuku.
Klasificira se porodici Torricelli, skupini Wapei-Palei, podskupini Palei. Autonim: Ambrak. 
Prethodno (do 18.7. 2007) bio je pokriven nazivom aroup/aiku [mzf], koji je obuhvaćao više jezika, iz kojeg je zbog svoje posebnosti izdvojen kao individualni jezik. 286 govornika (2000).

## Vanjske poveznice
- The Ambrak Language